# Československá hokejová reprezentace v sezóně 1990/1991
Československá hokejová reprezentace v sezóně 1990/1991 sehrála celkem 33 zápasů.

## Přehled mezistátních zápasů
| Pořadí | Datum              | Soupeř    | Výsledek            | Soutěž                    | Místo utkání  |
| ------ | ------------------ | --------- | ------------------- | ------------------------- | ------------- |
| 1087.  | 27. července 1990  | Švédsko   | 4:5 (3:2, 0:1, 1:2) | Hry dobré vůle 1990       | Kennewick     |
| 1088.  | 29. července 1990  | Finsko    | 2:4 (1:0, 0:3, 1:1) | Hry dobré vůle 1990       | Kennewick     |
| 1089.  | 31. července 1990  | Kanada    | 2:3 (1:1, 0:1, 1:1) | Hry dobré vůle 1990       | Kennewick     |
| 1090.  | 2. srpna 1990      | Švýcarsko | 8:4 (4:2, 3:1, 1:1) | Hry dobré vůle 1990       | Kennewick     |
| 1091.  | 3. srpna 1990      | Finsko    | 8:4 (3:1, 1:0, 4:3) | Hry dobré vůle 1990       | Kennewick     |
| 1092.  | 2. listopadu 1990  | SSSR      | 2:4 (2:3, 0:1, 0:0) | přátelsky                 | Frýdek-Místek |
| 1093.  | 4. listopadu 1990  | SSSR      | 3:3 (1:1, 1:1, 1:1) | přátelsky                 | Zlín          |
| 1094.  | 5. listopadu 1990  | SSSR      | 5:4 (2:1, 1:1, 2:2) | přátelsky                 | Trenčín       |
| 1095.  | 8. listopadu 1990  | Švédsko   | 3:6 (2:0, 1:4, 0:2) | Deutschland Cup 1990      | Stuttgart     |
| 1096.  | 10. listopadu 1990 | Finsko    | 0:2 (0:0, 0:0, 0:2) | Deutschland Cup 1990      | Stuttgart     |
| 1097.  | 11. listopadu 1990 | Německo   | 4:2 (1:1, 2:0, 1:1) | Deutschland Cup 1990      | Stuttgart     |
| 1098.  | 13. prosince1990   | Kanada    | 9:4 (4:2, 3:1, 2:1) | přátelsky                 | Litvínov      |
| 1099.  | 16. prosince1990   | Kanada    | 1:4 (0:1, 1:1, 0:2) | Cena Izvestijí 1990       | Moskva        |
| 1100.  | 18. prosince 1990  | Švédsko   | 2:3 (2:1, 0:1, 0:1) | Cena Izvestijí 1990       | Moskva        |
| 1101.  | 20. prosince 1990  | Finsko    | 3:1 (2:1, 1:0, 0:0) | Cena Izvestijí 1990       | Moskva        |
| 1102.  | 21. prosince 1990  | SSSR      | 2:2 (0:1, 2:1, 0:0) | Cena Izvestijí 1990       | Moskva        |
| 1103.  | 7. února 1991      | Švédsko   | 2:4 (1:1, 1:2, 0:1) | Švédské hokejové hry 1991 | Stockholm     |
| 1104.  | 8. února 1991      | SSSR      | 2:2 (1:0, 1:1, 0:1) | Švédské hokejové hry 1991 | Stockholm     |
| 1105.  | 10. února 1991     | Finsko    | 2:7 (2:1, 0:4, 0:2) | Švédské hokejové hry 1991 | Stockholm     |
| 1106.  | 7. dubna 1991      | Švédsko   | 2:5 (0:3, 1:1, 1:1) | přátelsky                 | Praha         |
| 1107.  | 8. dubna 1991      | Švédsko   | 7:4 (2:1, 4:2, 1:1) | přátelsky                 | Příbram       |
| 1108.  | 10. dubna 1991     | Švýcarsko | 2:1 (0:1, 1:0, 1:0) | přátelsky                 | Rapperswil    |
| 1109.  | 11. dubna 1991     | Německo   | 3:2 (2:1, 0:1, 1:0) | přátelsky                 | Mnichov       |
| 1110.  | 19. dubna 1991     | Finsko    | 0:2 (0:0, 0:1, 0:1) | Mistrovství světa 1991    | Turku         |
| 1111.  | 20. dubna 1991     | USA       | 1:4 (0:3, 1:0, 0:1) | Mistrovství světa 1991    | Turku         |
| 1112.  | 22. dubna 1991     | Švýcarsko | 4:1 (1:0, 3:1, 0:0) | Mistrovství světa 1991    | Turku         |
| 1113.  | 23. dubna 1991     | Německo   | 7:1 (2:1, 2:0, 3:0) | Mistrovství světa 1991    | Turku         |
| 1114.  | 25. dubna 1991     | Švédsko   | 1:2 (0:0, 0:1, 1:1) | Mistrovství světa 1991    | Turku         |
| 1115.  | 26. dubna 1991     | SSSR      | 2:6 (1:2, 0:2, 1:2) | Mistrovství světa 1991    | Turku         |
| 1116.  | 28. dubna 1991     | Kanada    | 4:3 (0:0, 3:3, 1:0) | Mistrovství světa 1991    | Tampere       |
| 1117.  | 29. dubna 1991     | Švýcarsko | 3:4 (1:0, 0:2, 2:2) | Mistrovství světa 1991    | Turku         |
| 1118.  | 1. května 1991     | Německo   | 4:1 (3:0, 0:0, 1:1) | Mistrovství světa 1991    | Turku         |
| 1119.  | 3. května 1991     | Finsko    | 2:3 (0:1, 1:2, 1:0) | Mistrovství světa 1991    | Turku         |

## Bilance sezóny 1990/91
| Soupeř    | Zápasy | Výhry | Remízy | Prohry | Skóre   |
| --------- | ------ | ----- | ------ | ------ | ------- |
| Finsko    | 7      | 2     | 0      | 5      | 17:23   |
| Kanada    | 4      | 2     | 0      | 2      | 16:14   |
| Německo   | 4      | 4     | 0      | 0      | 18:6    |
| SSSR      | 6      | 1     | 3      | 2      | 16:21   |
| Švédsko   | 7      | 1     | 0      | 6      | 21:29   |
| Švýcarsko | 4      | 3     | 0      | 1      | 17:10   |
| USA       | 1      | 0     | 0      | 1      | 1:4     |
| Celkem    | 33     | 13    | 3      | 17     | 106:104 |

## Přátelské mezistátní zápasy
Československo -  SSSR 	2:4 (2:3, 0:1, 0:0)
2. listopadu 1990 - Frýdek Místek

Branky a nahrávky Československa: 4. Vladimír Petrovka (Richard Žemlička), 13. Ladislav Lubina (Jiří Šlégr).

Branky a nahrávky SSSR: 6. Andrej Kovaljov (Alexej Žitnik), 11. Sergej Seljanin (Alexander Smirnov, Vjačeslav Kozlov), 16. Sergej Němčinov (Ilja Bjakin), 24. Alexander Andrijevskij (Andrej Kovaljov).

Rozhodčí: Borje Johansson (SWE) - Josef Furmánek (TCH), Miloš Benek (TCH)

Vyloučení: 4:7 (využití 0:1, v oslabení 0:1)
ČSFR: Petr Bříza – Martin Maškarinec, Milan Tichý, Bedřich Ščerban, Richard Adam, Michal Danko, Jiří Šlégr, Ľubomír Sekeráš, Josef Řezníček – Ľubomír Kolník, Radek Ťoupal, Pavel Pýcha – Libor Dolana, Petr Kaňkovský, Petr Vlk – Tomáš Jelínek, Vladimír Petrovka, Richard Žemlička – Petr Rosol, Robert Lang, Ladislav Lubina.
SSSR: Artūrs Irbe – Vladimir Malachov, Vladimir Konstantinov, Alexej Žitnik, Igor Kravčuk, Sergej Seljanin, Alexander Smirnov, Dmitrij Juškevič, Dmitrij Mironov – Pavel Bure, Vjačeslav Bucajev, Valerij Kamenskij – Alexander Andrijevskij, Alexandr Semak, Andrej Kovaljov – Vjačeslav Kozlov, Sergej Martyňuk, Roman Oksjuta – Ilja Bjakin, Sergej Němčinov, Viktor Gordijuk.
 Československo -  SSSR 	3:3 (1:1, 1:1, 1:1)
4. listopadu 1990 - Zlín

Branky a nahrávky Československa: 16. Jiří Šlégr (Petr Rosol), 28. Ľubomír Kolník (Josef Řezníček), 49. Pavel Pýcha (Ľubomír Kolník). 

Branky a nahrávky SSSR: 7. Ilja Bjakin (Dmitrij Juškevič), 37. Vjačeslav Bucajev (Pavel Bure).

Rozhodčí: Borje Johansson (SWE) - Jaromír Brázdil (TCH), Josef Furmánek (TCH) 

Vyloučení: 10:9 (využití 1:2, v oslabení 1:0) navíc Valerij Kamenskij na 10 min. a do konce utkání.
ČSFR: Petr Bříza – Bedřich Ščerban, Richard Adam, Michal Danko, Jiří Šlégr, Martin Maškarinec, Josef Řezníček – Libor Dolana, Petr Kaňkovský, Petr Vlk – Petr Rosol, Robert Lang, Ladislav Lubina – Ľubomír Kolník, Radek Ťoupal, Pavel Pýcha – Tomáš Jelínek, Vladimír Petrovka, Richard Žemlička
SSSR: Michail Štalenkov – Vladimir Malachov, Vladimir Konstantinov, Alexej Žitnik, Igor Kravčuk, Sergej Seljanin, Alexander Smirnov, Dmitrij Juškevič, Dmitrij Mironov – Pavel Bure, Vjačeslav Bucajev, Valerij Kamenskij – Alexander Andrijevskij, Alexandr Semak, Andrej Kovaljov – Vjačeslav Kozlov, Sergej Martyňuk, Roman Oksjuta – Ilja Bjakin, Sergej Němčinov, Viktor Gordijuk.
 Československo -  SSSR 	5:4 (2:1, 1:1, 2:2)
5. listopadu 1990 - Trenčín

Branky a nahrávky Československa: 10. Vladimír Petrovka (Richard Žemlička), 19. Ladislav Lubina (Petr Rosol), 30. Ľubomír Kolník, 55. Ľubomír Kolník (Stanislav Medřík), 56. Roman Horák (Richard Žemlička). 

Branky a nahrávky SSSR: 4. Sergej Němčinov (Ilja Bjakin, Viktor Gordijuk), 22. Alexandr Semak, 43. Roman Oksjuta (Vjačeslav Kozlov), 46. Dmitrij Mironov (Igor Kravčuk).

Rozhodčí: Borje Johansson (SWE) – Vladimír Mihálik (TCH), Miloš Benek (TCH)

Vyloučení: 6:5 (využití 0:2, v oslabení 0:1)
ČSFR: Eduard Hartmann – Bedřich Ščerban, Richard Adam, Jiří Šlégr, Michal Danko, Stanislav Medřík, Ľubomír Sekeráš, Martin Maškarinec, Josef Řezníček – Libor Dolana, Petr Kaňkovský, Petr Vlk – Petr Rosol, Robert Lang, Ladislav Lubina – Ľubomír Kolník, Radek Ťoupal, Pavel Pýcha – Vladimír Petrovka, Roman Horák, Richard Žemlička.
SSSR: Artūrs Irbe – Vladimir Malachov, Vladimir Konstantinov, Alexej Žitnik, Igor Kravčuk, Sergej Seljanin, Alexander Smirnov, Dmitrij Juškevič, Dmitrij Mironov – Pavel Bure, Vjačeslav Bucajev, Valerij Kamenskij – Alexander Andrijevskij, Alexandr Semak, Andrej Kovaljov – Vjačeslav Kozlov, Sergej Martyňuk, Roman Oksjuta – Ilja Bjakin, Sergej Němčinov, Viktor Gordijuk.
 Československo -  Kanada 	9:4 (4:2, 3:1, 2:1)
13. prosince 1990 - Litvínov

Branky a nahrávky Československa: 5. Petr Pavlas (Robert Lang), 8. Pavel Pýcha (Radek Ťoupal), 10. Josef Beránek, 16. Josef Řezníček (Kamil Kašťák), 22. Jaroslav Otevřel (Kamil Kašťák), 38. Kamil Kašťák (Jaroslav Otevřel), 7:3 40. Martin Maškarinec (Pavel Pýcha), 43. Peter Zúbek, 57. Radek Ťoupal (Pavel Pýcha, Stanislav Medřík).

Branky a nahrávky Kanady: 15. Stéphane Roy (Ken Priestlay), 20. José Charbonneau (Jason Lafrenière), 6:3 40. Jason Lafrenière (José Charbonneau), 44. Brad Bennett.

Rozhodčí: Gerhard Lichtnecker (GER) - Miloš Benek (TCH), Jaromír Brázdil (TCH)

Vyloučení: 5:9 (využití 1:0) navíc Randy Smith na 10 min.
ČSFR: Eduard Hartmann – Martin Maškarinec, Stanislav Medřík, Aleš Flašar, Petr Pavlas, Petr Kuchyňa, Josef Řezníček, Richard Adam, Richard Šmehlík – Ľubomír Kolník, Radek Ťoupal, Pavel Pýcha – Marián Horváth, Robert Lang (21. Jaroslav Otevřel), Kamil Kašťák – Josef Beránek, Roman Horák, Peter Zúbek – Patrik Augusta, Petr Kaňkovský, Radek Kampf - Jaroslav Otevřel.
Kanada: Craig Billington (21. Doug Dadswell) – Gord Hynes, Jim Paek, Greg Andrusak, Ken MacArthur, Dan Ratushny, Brad Schlegel – José Charbonneau, Jason Lafrenière, David Latta – Chris Lindberg, Ken Priestlay, Randy Smith – Tod Brost, Stu Barnes, Todd Strueby – Ray Côté, Brad Bennett, Stéphane Roy.
 Československo -  Švédsko 	2:5 (0:3, 1:1, 1:1)
7. dubna 1991 - Praha

Branky a nahrávky Československa: 23. Stanislav Medřík (Ľubomír Kolník), 59. Petr Hrbek.

Branky a nahrávky Švédska: 9. Kjell Samuelsson (Håkan Loob, Thomas Rundqvist), 9. Tomas Jonsson (Bengt-Ake Gustafsson), 14. Peter Andersson (Per-Erik Eklund, Patrick Ericksson), 24. Charles Berglund (Jan Viktorsson, Peter Andersson), 50. Jan Viktorsson (Mikael Johansson, Tomas Jonsson).

Rozhodčí: Bernd Schnieder (GER) – Josef Furmánek (TCH), Vladimír Mihálik (TCH)

Vyloučení: 4:3 (využití 0:1)
ČSFR: Petr Bříza – Jiří Šlégr, Bedřich Ščerban, Petr Kuchyňa, Josef Řezníček, Stanislav Medřík, Richard Adam, Milan Tichý, Richard Šmehlík – Libor Dolana, Jiří Kučera, Petr Vlk – Petr Rosol, Robert Lang, Kamil Kašťák – Ľubomír Kolník, Radek Ťoupal, Ladislav Lubina – Tomáš Jelínek, Petr Hrbek, Richard Žemlička.
Švédsko: Peter Lindmark – Fredrik Stillman, Kjell Samuelsson, Tomas Jonsson, Nicklas Lidström, Kenneth Kennholt, Peter Andersson (Björklöven) – Håkan Loob, Thomas Rundqvist, Jonas Bergkvist – Mats Sundin, Bengt-Ake Gustafsson (21. Johan Strömwall), Mats Näslund – Patrick Erickson, Anders Carlsson, Per-Erik Eklund – Mikael Johansson, Charles Berglund, Jan Viktorsson.
 Československo -  Švédsko 	7:4 (2:1, 4:2, 1:1)
8. dubna 1991 - Příbram	

Branky a nahrávky Československa: 3. Patrik Augusta, 6. Petr Hrbek (Tichý), 23. Tomáš Jelínek (Petr Hrbek, Tichý), 33. Josef Beránek (Patrik Augusta), 34. Jiří Šlégr (David Volek), 38. Kamil Kašťák (Petr Rosol, Josef Řezníček), 56. Petr Hrbek (Tomáš Jelínek, Richard Žemlička).

Branky a nahrávky Švédska: 2. Mats Sundin (Johan Strömvall), 27. Patrick Ericksson (Mikael Johansson, Per-ErikEklund), 36. Charles Berglund (Håkan Loob, Tomas Jonsson), 52. Mats Sundin.

Rozhodčí: Bernd Schnieder (GER) – Ondřej Fraňo (TCH), Ladislav Rouspetr (TCH)

Vyloučení: 6:7 (využití 1:0, v oslabení 0:1)
ČSFR: Petr Bříza – Petr Kuchyňa, Josef Řezníček, Stanislav Medřík, Leo Gudas, Milan Tichý, Richard Šmehlík, Jiří Šlégr, Richard Adam – Petr Rosol, Robert Lang, Kamil Kašťák – Ľubomír Kolník, Radek Ťoupal, Jiří Doležal – Tomáš Jelínek, Petr Hrbek, Richard Žemlička – Patrik Augusta, Josef Beránek, David Volek.
Švédsko: Tommy Söderström – Tomas Jonsson, Kjell Samuelsson, Kenneth Kennholt, Peter Andersson, Fredrik Stillman, Nicklas Lidström – Håkan Loob, Thomas Rundqvist, Jonas Bergkvist – Mikael Johansson, Charles Berglund, Jan Viktorsson – Mats Sundin, Johan Strömwall, Mats Näslund – Patrick Erickson, Anders Carlsson, Per-Erik Eklund.
  Československo -  Švýcarsko 	2:1 (0:1, 1:0, 1:0)
10. dubna 1991 - Rapperswil	

Branky a nahrávky Československa: 27. Ľubomír Kolník (Leo Gudas), 60. Radek Ťoupal (Stanislav Medřík).

Branky a nahrávky Švýcarska: 17. Petr Jaks.

Rozhodčí: Ole Hansen (NOR) – Ghiggia (SUI), Bernhard Stadler (SUI)

Vyloučení: 5:2
ČSFR: Oldřich Svoboda – Jiří Šlégr, Bedřich Ščerban, Stanislav Medřík, Leo Gudas, Antonín Stavjaňa, Josef Řezníček, Richard Šmehlík, Richard Adam – Libor Dolana, Jiří Kučera, Petr Vlk – Ľubomír Kolník, Radek Ťoupal, Jiří Doležal – David Volek, Josef Beránek, Ladislav Lubina – Tomáš Jelínek, Petr Hrbek, Richard Žemlička.
Švýcarsko: Reto Pavoni – Sandro Bertaggia, Samuel Balmer, Sven Leuenberger, Martin Rauch, Doug Honegger, Richard Tschumi, Andreas Beutler, Didier Massy – Andreas Ton, Alfred Lüthi, Jörg Eberle – Thomas Vrabec, Gil Montandon, Patrick Howald – Petr Jaks, Christian Weber, Manuele Celio – Marc Leuenberger, Andre Rötheli, Roberto Triulzi.
  Československo  -  Německo 	3:2 (2:1, 0:1, 1:0)
11. dubna 1991 - Mnichov

Branky a nahrávky Československa: 1. Libor Dolana (Bedřich Ščerban), 18. Jiří Šlégr (Libor Dolana), 50. Ladislav Lubina (Leo Gudas).

Branky a nahrávky Německa: 10. Dieter Hegen (Peter Draisaitl), 39. Ernst Köpf (Alex Kammerer).

Rozhodčí: Tschanz (SUi) – Salis (SUI), Höltschi (SUI)

Vyloučení: 5:7 (využití 1:0)
ČSFR: Petr Bříza – Jiří Šlégr, Bedřich Ščerban, Stanislav Medřík, Leo Gudas, Richard Šmehlík, Josef Řezníček, Richard Adam – Libor Dolana, Jiří Kučera, Petr Vlk – Ľubomír Kolník, Radek Ťoupal, Jiří Doležal – David Volek, Josef Beránek, Ladislav Lubina – Petr Rosol, Petr Hrbek, Kamil Kašťák.
SRN: Helmut de Raaf - Udo Kießling, Andreas Pokorny, Jörg Mayr, Michael Schmidt, Bernd Wagner, Marco Rentzsch - Alex Kammerer, Ernst Köpf, Thomas Brandl - Peter Draisaitl, Bernd Truntschka, Dieter Hegen - Markus Berwanger, Thomas Werner, Raimund Hilgert - Michael Rumrich, Mario Naster, Günter Oswald.